# Плаксій Борис Іванович
Борис Іванович Плаксій (народився 21 серпня 1937 року в місті Сміла Черкаської області — помер 19 грудня 2012) — український живописець, монументаліст, скульптор, портретист, ілюстратор, графік, філософ.

## Біографія
У другій половині 1960-х був одним з найпопулярніших і найперспективніших молодих художників-монументалістів. Про нього писали газети і журнали, його оформленням підземного переходу біля двору «України», ресторанів «Наталка», «Пролісок», «Вітряк» захоплювалися, через його роботи сперечалися. Борис готувався до вступу в Союз художників СРСР.
Репресії
Борис підписав один із колективних листів протесту проти ресталінізації в Україні. Пізніше, йому, як і іншим, пропонували відмовитися від свого «автографа». З художників від підпису не відмовилися тільки двоє: Алла Горська і Борис Плаксій. Через деякий час йому довелося платити за свою непоступливість: перестали виставляти його роботи.
У 1970 році був знищений розпис Б.Плаксія у київському кафе «Хрещатик». Він розміщувався вздовж сходів, зображував київські вулиці, якими проходили його персонажі — опальні на той час Василь Симоненко, Іван Дзюба, Іван Драч. Твір збили зі стін, а ім'я художника на довгі роки зникло з офіційного мистецького життя.
Замість того, щоб прийняти в Союз художників СРСР, його звільнили з роботи в Київському монументально-декоративному комбінаті Худфонду СРСР. Почалися роки поневірянь.
Мужньо зносячи пригоди, Борис наполегливо працював. Наприклад, він міг створити прекрасний портрет за один-два сеанси. Плаксій — неперевершений портретист.
Тільки в 1978 році знову прийнятий на роботу в Київський монументально-декоративний комбінат.
У союз художників його так і не прийняли. Перед розглядом заяви в приймальній комісії у нього відбулася розмова з відповідальним чиновником про підпис під листом протесту шістдесятих років. І знову Борис Плаксій не захотів відмовитися від нього. У цій відповіді — весь Борис Плаксій.

## Творчість
Створив більше тисячі робіт — різних жанрів і в різному матеріалі.
Створив багато портретів багатьох талановитих, зі своєю цивільною позицією, але гнаних системою, письменників, поетів, художників, інтелігенції.
Частина з них була використана надалі при створенні експозиції: «Борці за незалежність України» в Музеї-майстерні Івана Кавалерідзе, за яку отримав звання лауреата Шевченківської премії.

## Відзнаки
- Заслужений художник України.
- В 2007 році, з рук Президента України Ющенка Віктора Андрійовича отримав посвідчення Лауреата Шевченківської премії в галузі мистецтва.